# Ligne 1 du métro de Saint-Pétersbourg
La ligne 1 du métro de Saint-Pétersbourg, dite aussi Kirovsko-Vyborgskaïa (en russe : Ки́ровско-Вы́боргская ли́ния) est l'une des cinq lignes du Métro de Saint-Pétersbourg à Saint-Pétersbourg, en Russie.
Ouverte en 1955, la ligne 1 est la plus ancienne du réseau de la ville.

## Situation sur le réseau
La ligne traverse Saint-Pétersbourg dans une direction nord-est / sud-ouest et passe par le centre de la ville. Au sud, elle suit la côte du golfe de Finlande. Au nord, elle se poursuit à l'intérieur de l'oblast de Léningrad. C'est la seule ligne qui s'étend en dehors des limites de la ville.

## Historique

### Chronologie
Ouvertures :
- 15 novembre 1955 : Avtovo à Plochtchad Vosstania,
- 1er juin 1958 : Plochtchad Vosstania à Plochtchad Lenina,
- 1er juin 1966 : Avtovo à Datchnoïe (station terminus temporaire fermée en 1977),
- 22 avril 1975 : Plochtchad Lenina à Lesnaïa,
- 31 décembre 1975 : Lesnaïa à Akademitcheskaïa,
- 29 septembre 1977 : Avtovo à Prospekt Veteranov,
- 29 décembre 1978 : Akademitcheskaïa à Deviatkino.

### Histoire
En 1995,  à la suite d'une inondation une section du tunnel s'écroule, la ligne est interrompue entre les stations Plochtchad Moujestva et Lesnaïa. La ligne reste coupée en deux pendant neuf ans, avant sa réouverture en 2004.

## Infrastructure

### Ligne
La ligne est longue de 29,6 kilomètres.

### Stations
Du nord au sud, la ligne 1 comprend 19 stations :
|  |   |  | Station                      | Raïon                            | Correspondance                   |
|  | - |  | ---------------------------- | -------------------------------- | -------------------------------- |
|  | • |  | Deviatkino                   | Vsevolojsk (oblast de Léningrad) | Trains via la gare de Deviatkino |
|  | • |  | Grajdanski prospekt          | Kalinine                         |                                  |
|  | • |  | Akademitcheskaïa             | Kalinine                         |                                  |
|  | • |  | Politekhnitcheskaïa          | Kalinine                         |                                  |
|  | • |  | Plochtchad Moujestva         | Kalinine                         |                                  |
|  | • |  | Lesnaïa                      | Vyborg                           |                                  |
|  | • |  | Vyborgskaïa                  | Vyborg                           |                                  |
|  | • |  | Plochtchad Lenina            | Kalinine                         |                                  |
|  | • |  | Tchernychevskaïa             | Central                          |                                  |
|  | o |  | Plochtchad Vosstania         | Central                          | (3)                              |
|  | o |  | Vladimirskaïa                | Central                          | (4)                              |
|  | o |  | Pouchkinskaïa                | Amirauté                         | (5)                              |
|  | o |  | Tekhnologuitcheski institout | Amirauté                         | (2)                              |
|  | • |  | Baltiïskaïa                  | Amirauté                         |                                  |
|  | • |  | Narvskaïa                    | Kirov                            |                                  |
|  | • |  | Kirovski zavod               | Kirov                            |                                  |
|  | • |  | Avtovo                       | Kirov                            |                                  |
|  | • |  | Leninski prospekt            | Kirov                            |                                  |
|  | • |  | Prospekt Veteranov           | Kirov                            |                                  |